# A Few Old Tunes
Наличната информацията за това издание на Boards of Canada никога не е била официално потвърдена или отречена от групата. A Few Old Tunes не е споменаван никога дори на стария официален сайт на групата и нейния лейбъл Music70, от където идват данните за всички други издания преди 1995-а. Смята се, че това всъщност не е албум, а по-скоро компилация от стари композиции на Boards of Canada от периода 1991 – 1995, направена за блики и приятели. През 2003 година всички парчетата от A Few Old Tunes се появяват в Интернет във вид на mp3 файлове. От множество неофициални източници е потвърдено, че това действително е оригинална музика на Boards of Canada.
Тази компилация е почти невъзможно да бъда открита в оригиналния си формат на аудио касета, тъй като никога не е била продавана и това е малко вероятно да се случи и в бъдеще.
През 2006 година клиентите на мейлинг листа на Warp Records получават връзка към секция в сайта на компанията, където могат да гледат видеоклип към колаж от композиции на групата. В музиката към този клип е включен и фрагмент от парчето P.C. от тази касета, което е първото официално потвърждение за автентичността на това издание.

## Опис
- Страна A

1. Spectrum (2:19)
2. Light, Clear, Hair (0:41)
3. P.C. (0:48)
4. Trapped (3:52)
5. Rodox Video (1:19)
6. Happy Cycling (1:49)
7. House Of Adin'adab (1:55)
8. Finity (5:00)
9. Forest Moon (6:35)
10. Skimming Stones (2:12)
11. Carcan (1:50)
12. Devil (0:14)
13. Mansel (5:36)
14. She Is P (1:42)
15. Davie Addison (1:15)

- Страна B

1. Sac (1:23)
2. Blockbusters (0:40)
3. I Will Get It Tattooed (1:37)
4. The Way You Show (2:56)
5. I Love U (1:41)
6. King Of Carnival (4:18)
7. M9 (3:32)
8. Original Nlogax (1:11)
9. Sequoia (4:49)
10. Boqurant (1:43)
11. 5.9.78 (4:14)
12. Wendy Miller (0:32)
13. Paul Russell's Piece (0:53)
14. Up The March Bank (3:24)
15. Nova Scotia Robots (1:47)